# IBAN
Међународни број банковног рачуна (енгл. IBAN, International Bank Account Number) је међународни стандард за нумерацију банковних рачуна. IBAN је створила Европска комисија за банкарске стандарде (енгл. European Committee for Banking Standards), а касније је прихваћен као међународни стандард ISO 13616:1997, сада ISO 13616:2007.
IBAN је првобитно уведен како би олакшао плаћања унутар Европске уније, но његов облик је био довољно флексибилан да се може применити глобално. Унутар Европске уније, IBAN је један од основних услова за аутоматску обраду платних налога у девизном платном промету.
IBAN се састоји од двословне ознаке земље ИСО 3166-1, иза које долази двоцифрени контролни број, те максимално тридесет алфанумеричких знакова који означавају број рачуна. Одлука о броју знакова препуштена је свакој земљи посебно, с тим да сви рачуни у једној земљи морају имати једнак број знакова. Захваљујући употреби контролног броја минимализује се могућност грешака при транскрипцији.

## Својства
ИБАН се састоји од максимално 34 знака који могу бити цифре или велика слова енглеског алфабета. ИБАН се састоји из три дела:
1. два слова за ознаку земље по ISO 3166-1 стандарду
2. две контролне цифре, и
3. основни број банковног рачуна (енгл. Basic Bank Account Number - BBAN)

Формат BAAN је специфичан за сваку земљу и свака земља самостално одлучује о њему. ББАН укључује идентификатор банке и филијале и број банковног рачуна. IBAN стандардом није прописан садржај нити дужина BAAN , једино је прописано да за сваку земљу сви ББАН бројеви морају имати исту дужину.
IBAN стандард користи рачунање по модулу 97 да би обезбедио исправност броја. Уколико национални ББАН број већ има контролни механизам, две контролне цифре прописане међународним стандардом су константне за целу земљу.

## у Србији
ИБАН ознака рачуна у Србији је део међународног стандарда и дефинисана је преко пет делова:
1. Код земље RS (два алфанумеричка места) јесте јединствена идентификациона ознака дефинисана стандардом  3166.
2. Контролни број за IBAN стандард (два нумеричка места) јесте алгоритамски израчунат број 35 према међународном стандарду  7064,  97.
3. Фиксни број банке (три нумеричка места) јесте јединствени идентификациони број банке утврђен одлуком којом се уређује јединствена структура за идентификацију и класификацију рачуна и план рачуна за обављање платног промета код банке.
4. Број рачуна (тринаест нумеричких места) одређује банка.
5. Контролни број (два нумеричка места) јесте број који се рачуна за низ од шеснаест цифара (фиксни број банке и број рачуна), по међународном стандарду  7064,  97.

 Ознака рачуна се у електронској форми користи искључиво као низ од двадесет и две алфанумеричке ознаке, без размака. На писаним и штампаним документима дозвољено је писање рачуна од двадесет два алфанумеричка знака формирана у пет група од по четири карактера и једном групом од два карактера. 
Пример ИБАН броја рачуна са одвојеним деловима: RS 35 260 0056010016113 79
Пример правилно написаног ИБАН броја рачуна: RS35 2600 0560 1001 6113 79 

## Алгоритми
ИБАН је проверава претварањем броја рачуна у цео број и извођењем операције дељење по модулу 97 на њему. Ако је ИБАН исправан, остатак при дељењу биће једнак 1.
Алгоритам ИБАН провере је следећи:
1. Проверите да ли укупна дужина ИБАН одговара земљи из прва два кода. Ако не, ИБАН је неисправан
2. Померите четири почетне знака на крај низа
3. Замените свако слово у низу са две цифре, по следећем шаблону А=10, B=11, C=12,  D=13, ..., Z=35
4. Гледајући добијени низ као цео број, израчунати остатак тог броја при дељењу са 97
5. Ако је остатак 1, ИБАН је валидан.

Пример на фиктивном броју рачуна из Велике Британије:
1. ИБАН:  WEST 1234 5698 7654 32
2. Преуређивање прва 4 знака:
3. Конвертовање у бројеве: 32 14 28 29 12345698765432 16 11 82 (бројеви одвојени ради лакшег уочавања)
4. Израчунати остатак: 3214282912345698765432161182 mod 97 = 1

### Дељење по модулу
Рачунарски софтвер за проверу ИБАН мора имати могућност да барата бројевима са више од 30 цифара, што није стандардна могућност. Зато постоји неколико могућности поделе низа цифара на мање делове и рачунања модула 97 за те мање делове.